# Kurranjärvi (sjö i Haapavesi, Norra Österbotten)
Kurranjärvi är en sjö i kommunen Haapavesi i landskapet Norra Österbotten i Finland. Arean är 39 hektar och strandlinjen är 2,55 kilometer lång. Sjön  ingår i Pyhäjoki älvs huvudavrinningsområde.   Den ligger omkring 100 kilometer söder om Uleåborg och omkring 430 kilometer norr om Helsingfors. 